# دورنیه دو ۲۴
دورنیه دو ۲۴ (به آلمانی: Dornier Do 24) یک قایق پرنده سه‌موتوره ساخت شرکت دورنیه در آلمان بود که ابتدا برای نیروی دریایی هلند طراحی شد و سپس در جریان جنگ جهانی دوم در نقش‌های مختلفی از جمله شناسایی و عملیات نجات در لوفت‌وافه به‌کار رفت.

## طراحی و تاریخچه عملیاتی

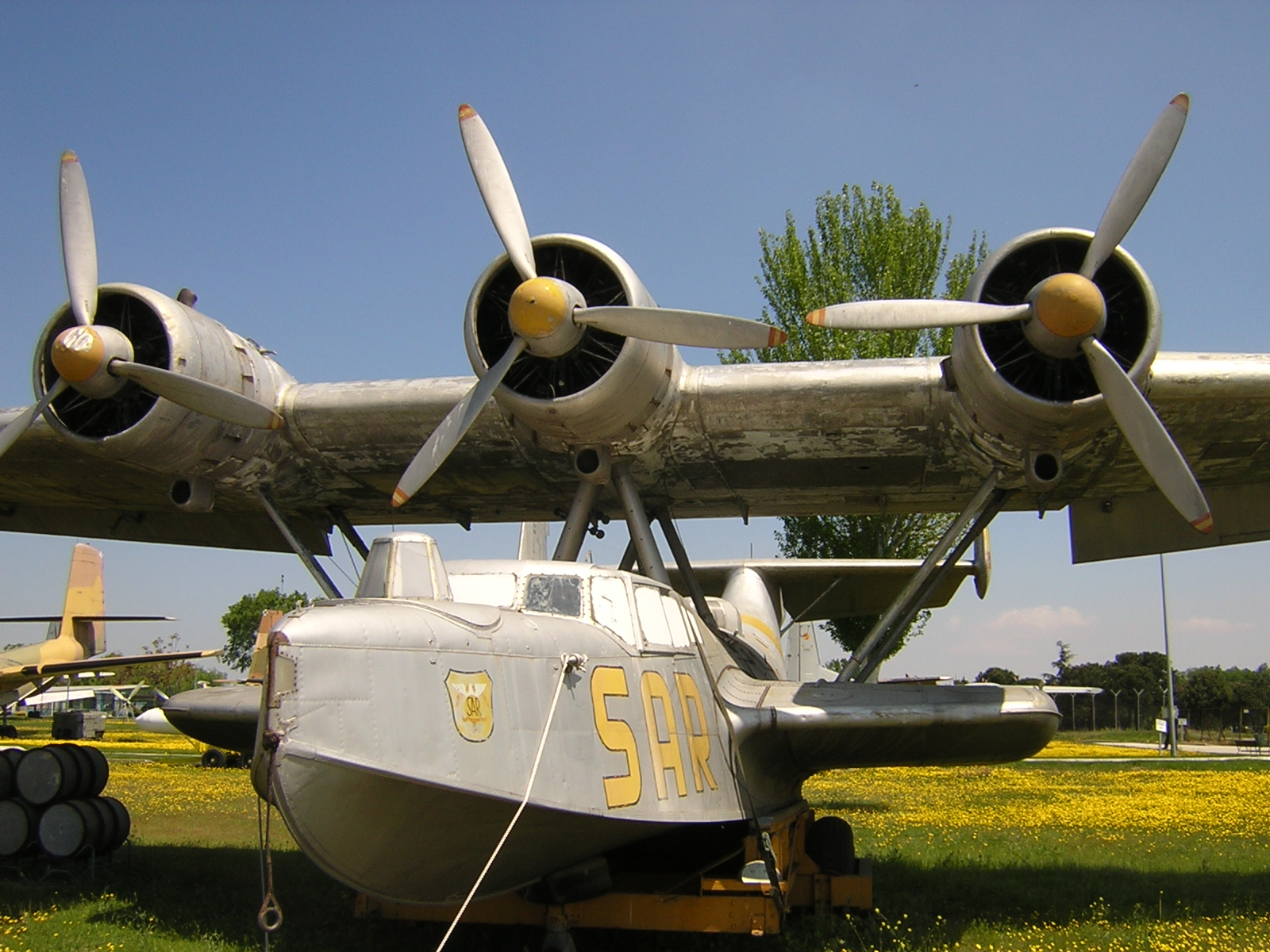
دورنیه دو ۲۴

قایق پرنده دورنیه دو ۲۴ سال ۱۹۳۵ بنابر درخواست سرویس هوایی نیروی دریایی هلند، عموماً جهت به‌کارگیری در هند شرقی هلند، طراحی شد. پیکربندی و سازه آن مشابه دو هواگرد پیشین دو ۱۵ و دو ۱۸ بود. دو ۲۴ سه موتور در حالت کشنده کنار هم داشت. تعداد خدمه شش نفر و تسلیحات شامل دو مسلسل ۷٫۹ میلی‌متری اف‌ان براونینگ در برجک‌های سر بسته دماغه و دُم بود. یک توپ خودکار ۲۰ میلی‌متری سولوتورن هم در جایگاه میانه سقف قرار داشت. هواگرد در میانه بدنه خود اقامتگاه و خوابگاه داشت تا طول مدت پرواز آن به دور از پایگاه افزایش یابد. به جهت انطباق با بمب‌افکن خشکی‌پایه مارتین ۱۳۹، مقرر گشت هواگرد از به‌شکل مشابه از موتور شعاعی رایت سایکلون استفاده کند. بدین شکل، ساخت دو پیش‌نمونه نخست با موتور دیزل یومو ۲۰۵سی به تأخیر افتاد تا دو فروند نخست با موتور رایت سایکلون آماده شود. از این رو پیش‌نمونه سوم نخستین پرواز این گونه را روز ۳ ژوئیه سال ۱۹۳۷ به انجام رساند. نیروی دریایی هلند یازده فروند با عنوان دو ۲۴کا-۱ تولید شده در آلمان و ۲۵ فروند دیگر تولید شده تحت لیسانس با عنوان دو ۲۴کا-۲ در هلند دریافت کرد.
کار بر روی دو پیش‌نمونه نخست با موتور یومو ۲۰۵ ادامه پیدا کرد. نخستین هواگرد روز ۱۰ ژانویه سال ۱۹۳۸ به پرواز درآمد. لوفت‌وافه در ابتدا علاقه چندانی به این هواگرد نشان نداد؛ چرا که ب‌فاو ۱۳۸ نیاز آن برای قایق پرنده را تأمین می‌کرد. بدین ترتیب، دو پیش‌نمونه تا سال ۱۹۴۰ زمین‌گیر بودند تا این که جهت استفاده به تسلیحات دفاعی شامل یک توپ ۲۰ میلی‌متری ام‌گه ۱۵۱ در میانه بدنه و دو مسلسل ۷٫۹۲ میلی‌متری ام‌گه ۱۵ در جایگاه‌های روباز دماغه و پشت، تجهیز و به جناح ۱۰۸ دریایی با ماموریت‌های ویژه تحویل شدند. در جریان جنگ جهانی دوم، از این هواگردها در پشتیبانی از تهاجم به دانمارک و نروژ استفاده شد. هواگرد دوم هنگام مامورت تدارکات‌رسانی در نارویک ساقط شد و از بین رفت.
با وجود عملکرد نسبت خوب دو ۲۴، هیچ قصدی برای آغاز تولید آن نبود؛ تا این که پس از نبرد هلند تأسیسات تولید تحت لیسانس آن به دست آلمانی‌ها افتاد. سه هواگرد برای نقش نجات هوایی مورد ارزیابی قرار گرفت که با سرعت پایاسیر بالا، قابلیت دریانوردی خوب و ظرفیت داخلی زیاد مناسب آن برآورد گشت. بدین شکل، تولیدات در هلند زیر نظر شرکت هواگردسازی ویزر، برای آلمان از سرگرفته شد. آویولاندا بدنه و دِسخلده بال‌ها را تولید می‌کردند و فوکر قطعات را سر هم می‌نمود و پرواز آزمایشی را انجام می‌داد. بر هواگردها تجهیزات و بی‌سیم‌های آلمانی نصب می‌شد. ام‌گه ۱۵ جایگزین اف‌ان براونینگ در برجک‌های دماغه و دُم آن‌ها گردید و توپ خودکار ۲۰ میلی‌متری فرانسوی ایسپانو سوئیزا ۴۰۴ در برجک میانه سقف بدنه قرار گرفت. یازده هواگرد با این شرایط با عنوان دو ۲۴اِن-۱ پاییز سال ۱۹۴۱ تحویل گردید تا این که ذخایر موتور رایت سایکلون به پایان رسید. با جایگزینی موتور شعاعی ۹ سیلندر ب‌ام‌و برامو ۳۲۳اِر-۲، خط تولید در هلند ۱۷۰ فروند از مدل دو ۲۴تی-۱ تا پایان سال ۱۹۴۴ تحویل داد. این مدل از نوع هواگرد ترابری و شناسایی بود. برای پاسخ به نیاز لوفت‌وافه شرکت فرانسوی شانتیه آئرو-ماریتیم دو لا سن (کَمْس) هم ۴۸ فروند از هواگرد دو ۲۴تی را در کارخانه خود در سارتروویل تولید کرد تا این که فرایند سال ۱۹۴۴ متوقف شد. تمامی هواگردهایی که هنوز تکمیل یا به لوفت‌وافه تحویل نشده بودند، به اضافه ۲۲ فروند تولیدی بعدی کَمْس، در نیروی دریایی فرانسه تا سال ۱۹۵۳ استفاده شدند. گروه نجات هوایی اسپانیا هم تا سال‌ها از هواگردهای آلمانی استفاده کرد.
هلندی‌ها از هواگردهای خود سال ۱۹۴۱ در آسیای جنوب شرقی استفاده کردند. در این موقعیت ۲۵ هواگرد دو ۲۴کا-۲ در برابر مهاجمان ژاپنی قرار گرفتند. هواگردهای باقی‌مانده، از جمله پنج فروند دو ۲۴کا-۱، در اختیار متفقین، مخصوصاً در نیروی هوایی استرالیا، به خدمت ادامه دادند.

## مشخصات فنی
دو ۲۴:
مشخصات عمومی
- خدمه: ۴ یا ۵ نفر
- طول: ۲۲ متر
- طول بال: ۲۷ متر
- ارتفاع: ۵٫۷۵ متر
- وزن بارگذاری‌شده: ۱۷٬۸۰۰ کیلوگرم
- نیرومحرکه: ۳ × موتور شعاعی ب‌ام‌و برامو-فانفیر: ۱٬۰۰۰ اسب بخار

عملکرد
- حداکثر سرعت: ۳۴۰ کیلومتر بر ساعت در ۳٬۰۰۰ متری
- سقف پرواز: ۵٬۹۰۰ متر
- برد: ۲٬۹۰۰ کیلومتر

تسلیحات
- ۱ × توپ خودکار ۲۰ میلی‌متری در برجک سقف
- ۱ × مسلسل ۷٫۹ میلی‌متری در برجک دماغه
- ۱ × مسلسل ۷٫۹ میلی‌متری در برجک دم